# 天南河
天南河，是印度河支流什約克河的支流西大溝的支流，發源於新疆維吾爾自治區和田地區和田縣南部阿克賽欽地區（中印邊界爭議地區，現由中國控制）的龍山嶺西北麓。幹流先向西流，後轉向西南流，不久進入印度拉達克中央直轄區（印巴邊界爭議地區，現由印度控制），於布爾察（Burtse）納右側支流後，繞倒S型於穆尔古木尔格（Murgo）注入西大溝。